# Registro Nacional de Reincidencia
El Registro Nacional de Reincidencia es un organismo dependiente del Ministerio de Justicia y Derechos Humanos de la Nación Argentina. Su misión es centralizar la información referida a los procesos penales sustanciados en cualquier jurisdicción del país, conforme el régimen que regula la Ley 22.117. Fue creado el 29 de septiembre de 1933 mediante la ley nacional 11.752

## Funciones
1. Efectuar el registro centralizado de actos procesales, sentencias y resoluciones dictadas en todos los tribunales del país que tengan competencia en materia penal, a fin de suministrarla a quien esté autorizado para requerirla.
2. Expedir informes sobre datos y antecedentes penales registrados, en los casos que corresponda.
3. Intervenir en peritajes de identificación de personas, dispuestos por autoridad competente.
4. Intervenir en el intercambio con países extranjeros de informaciones sobre antecedentes penales de personas de conformidad con los convenios vigentes en la materia.